# ابراهیم کوچک‌زایی
ابراهیم کوچک‌زایی نظامی سابق  جمهوری اسلامی و فرمانده سابق انتظامی شهرستان چابهار در استان سیستان و بلوچستان است. 

## اتهام و بازداشت

### ماجرای اتهام پیرامون بازجویی به روایت روزنامه فرهیختگان
روزنامه فرهیختگان ۱۸ آبان ۱۴۰۱ در یک گزارش تحقیقی روایت اتهام تعرض را اینگونه روایت می‌کند که «در مرداد ماه امسال قتلی در دهستان نگور بخش مرکزی شهرستان دشتیاری انجام شد. زنی باردار به قتل رسید. متهم پسر همسایه و قتل هم ناموسی بود. خواهر متهم دختری ۱۵ ساله بود که به عنوان آخرین نفر با مقتول در ارتباط بوده‌است. پلیس چابهار چند بار آنها را احضار می‌کند و پسر را به جرم قتل بازداشت می‌کند. اما در تاریخ ده شهریورماه اتفاقی تازه می‌افتد. فرمانده پلیس چابهار، بدون حکم و غیرقانونی دختر و پدرش را به کلانتری فرا می‌خواند و در اقدام غیرقانونی بعدی از آن دختر- تنها و در اتاق خودش که دوربین مداربسته نداشته و بدون حضور پلیس زن، بازجویی می‌کند. شب دختر در خانه مدعی می‌شود که فرمانده پلیس به او تجاوز کرده‌استخانواده موضوع را فردا در دادسرای عمومی پیگیری می‌کند. با دستور شفاهی دادستان به پزشکی قانونی می‌روند. پزشکی قانونی آزمایش تخصصی مخصوص تجاوز را انجام ‌می‌دهد و نتیجه عدم تجاوز به عنف را بعد از چند روز اعلام می‌کند. به پیشنهاد دکتر، نزد دو متخصص دیگر هم می‌روند که آنها هم همین را می‌گویند برای اطمینان درباره تعرض، نمونه مو و ... برای یافت بقایای بیولوژیک فرد مهاجم از او گرفته می‌شود و برای آزمایش فرستاده می‌شود. پزشکی قانونی در ۱۱ مهر درباره تعرض هم پاسخ منفی می‌دهد. اما دختر و خانواده‌اش با تشریح جزییات تاکید دارند به او تعرض شده بنابراین پیگیری ماجرا از طریق دادگاه ادامه یافت. متهم از همان ابتدا به خاطر همان دو تخلف بازداشت موقت می‌شود اما خبری از عزل نبود. فرمانده متهم پلیس دو شاکی دیگر هم دارد. و با اعلام عدم تجاوز به عنف (نه تعرض) با قرار وثیقه به علت فوت پدرش آزاد می‌شود..»

### واکنش مقامات
- فرمانده انتظامی سیستان و بلوچستان خبر اتهام تعرض جنسی را «خبری جعلی با مضمونی بسیار سخیف علیه یکی از مسوولان انتظامی شهرستان چابهار» عنوان کرد که توسط «گروهکهای منتسب به معاندین» در حال انتشار آن هستند.[۴]

## محکومیت
محکومیت فرمانده انتظامی سابق چابهار
در پی شکایت از فرمانده انتظامی سابق چابهار توسط یکی از شهروندان و پس از ارائه گزارش از سوی بخش‌های نظارتی مسئول در فراجا مبنی بر روی‌دادن برخی تخلفات از سوی نامبرده در شهریور امسال، دادگاه نظامی استان سیستان و بلوچستان بلافاصله و با قید فوریت موضوع را در دستور کار ویژه قرار داد.
پس از تحقیقات، دادگاه نظامی یک استان سیستان و بلوچستان در تاریخ ۱۲ آذر ۱۴۰۱،  ابراهیم کوچک‌زایی را به ۱۵ ماه حبس و از باب تهیه صورت‌جلسه خلاف واقع به ۱۵ ماه حبس تعزیری و از جهت لغو دستور و تهدید نیز هرکدام به ۱۵ ماه حبس تعزیری محکوم کرد. 
دادگاه علاوه بر حبس، نامبرده را به انفصال از خدمات دولتی و عمومی هم محکوم کرده است و حکم صادرشده قطعی و لازم‌الاجرا است. پرونده کوچک‌زایی در زمینه برخی اتهامات مطروحه دیگر، در دیوان عالی کشور در حال بررسی و رسیدگی است.

## تحریم
دولت خزانه‌داری آمریکا در ۱۸ آذر ۱۴۰۱ کوچک‌زایی را به اتهام «نقض حقوق بشر» و سرکوب خشونت‌آمیز مردم توسط نیروهای امنیتی تحریم کرد.